# Nicolae Rahău
Nicolae Rahău (n. 25 octombrie 1931) este un fost senator român în legislatura 1990-1992 ales în județul Constanța pe listele partidului FSN. În cadrul activității sale parlamentare, Nicolae Rahău a fost membru în grupurile parlamentare de prietenie cu Republica Bulgaria, Republica Islamică Iran, Republica Italiană și Republica Turcia.  